# Elk/Beaver Lake Regional Park

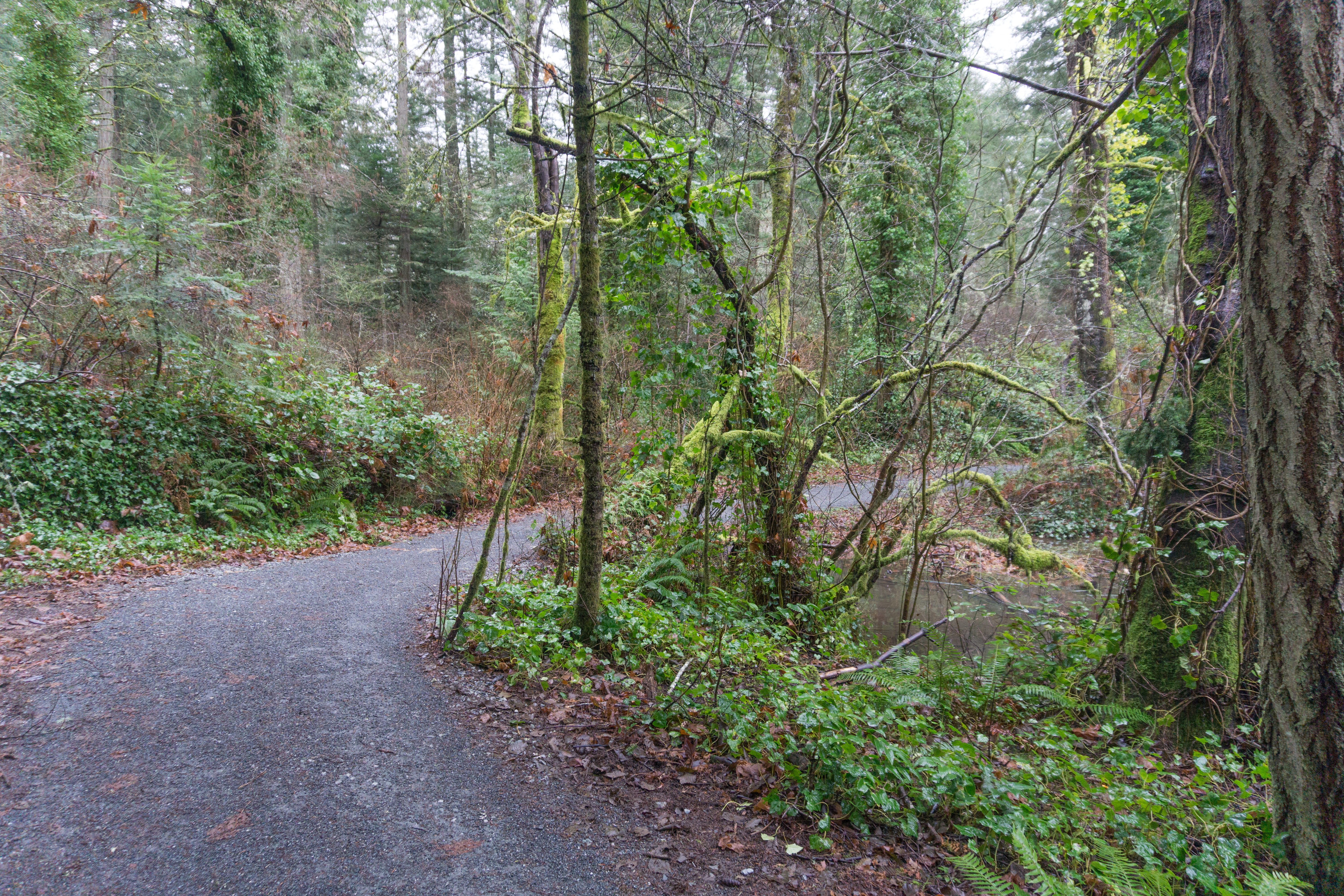
Pfad im Elk/Beaver Lake Regional Park

Der Elk/Beaver Regional Park ist ein 434 ha großer Park in Saanich (British Columbia), der den Elk Lake und den Beaver Lake umgibt.
Elk und Beaver Lake waren in der Blütezeit in den 1930er und 1940er Jahren als „Freshwater Playground of Victoria“ bekannt. Mit Fertigstellung des Pat Bay highway in den 1950er Jahren verschob sich der Fokus jedoch hin zu Umweltfragen. Zu Beginn einer Renaturierungs- und Schutzphase wurden Messungen durchgeführt. Die Seen wurde 1966 zu einem Regionalpark.

## Geschichte
Eigentum und Rechtsprechung auf dem Gebiet der Saanich Peninsula sind wie in anderen Gebieten Gegenstand des Streits der Küsten-Salish mit den Regierungen von Kanada und British Columbia. Einer der vermeintlichen „Douglas Treaties“, auf die sich der Streit bezieht, besteht in diesem Gebiet lediglich aus leerem Papier, das keinen Vertragsgegenstand nennt, und „x“-Markierungen anstelle von Unterschriften. Die Führer der Indigenen bestreiten den daraus mit der Begründung abgeleiteten Anspruch, es habe schon immer solche Dokumente über Gebietsabtretungen gegeben. Die große Mehrzahl der Ländereien von British Columbia wurden nie durch irgendeinen Vertrag mit den Ureinwohnern akquiriert, nicht einmal durch leeres Papier. Aus diesem Grund gibt es andauernde Verhandlungen unter der Schirmherrschaft des British Columbia Treaty Process. Abschnitt 25 der kanadischen Verfassung und die Königliche Proklamation von 1763 erfordern, dass Landakquisen von den Ureinwohnern nur durch einen formellen Vertrag zwischen der Krone und der eingeborenen Nation zustande kommen können, und durch nichts anderes. Dies ist auch international so üblich, wurde hier jedoch unterlassen.
Sowohl bevor als auch nachdem die Regierung der Colony of British Columbia als Teil Kanadas der Konföderation beitrat, beanspruchte die Regierung von British Columbia claimed das Land der Ureinwohner als der Jurisdiktion der Provinz British Columbia unterliegend, ungeachtet der Tatsache, dass dies sowohl der kanadischen Verfassung als auch der Königlichen Proklamation von 1763 zuwiderläuft. Der Streit ist bis heute unaufgelöst.
Zur Errichtung eines Staudamms wurde 1873 der Grundstein am Südende des Beaver Lake gelegt, um beide Seen zum Trinkwasser-Reservoir von Victoria zu machen. Zwei Jahre später begann das Wasser aus den Seen nach Victoria zu fließen und das bisherige Versorgungsunternehmen, die Spring Ridge Water Works Company, wurde aufgelöst. Zur Jahrhundertwende erwies sich jedoch die Bevölkerungsentwicklung in Victoria als zu dynamisch, sodass von 1913 bis 1915 die Sooke Flowline vom neuen Sooke Reservoir als Wasserleitung gebaut wurde.

## Gegenwart
Heute wird der Park vom Capital Regional District verwaltet. Weil es sich um ein Schutzgebiet handelt, können keine Wohngebiete errichtet werden. Das Gebiet beherbergt viele Tier- und Pflanzenarten. Zu den hier beheimateten Pflanzenarten gehören die Prärie-Rübe (eine seltene, auch unter anderen Namen bekannte Art), Lakritz-Farn, Gelbe Teichrose, Rohrkolben, Schwarz-Pappeln, Oregon-Wildapfel, Rot-Erle, Douglasie und Riesen-Lebensbaum. Einige der häufigeren Tierarten sind Säger, Kanadagänse, Büffelkopfenten, Weißkopfseeadler, Fischadler, Regenbogenforellen, Schwarzbarsche, Sonnenbarsche, Fischotter, Rotflügelstärlinge, Grasammern, Columbia-Schwarzwedelhirsch, Rotschenkel-Frösche, Goldwaldsänger, Rotrückenmeisen, Kreischeulen. Außerdem ist hier der Riesenochsenfrosch zu Hause, eine invasive Art, die zu gewaltiger Sorge Anlass gibt.
Das Reit-Zentrum befindet sich an der Westseite des Sees. Auch Angler werden häufig am Elk/Beaver Lake gesehen. Da Camping nicht erlaubt ist, kommen Familien samstagsmorgens, um auf den einfach zu begehenden Wegen rund um den See zu wandern, oder sonntags, um an einem der Strände zu baden. Ein 10 km langer Wanderweg rund um Elk und Beaver Lake ist bei der lokalen Bevölkerung als Laufstrecke beliebt; hier finden jährlich mehrere Ultramarathon-Läufe statt. Das Bootshaus des Victoria City Rowing Club befindet sich am Südostufer des Elk Lake.